# Палмовка (станция метро)
Палмовка (чеш. Palmovka) — станция пражского метрополитена. Расположена на линии B между станциями «Инвалидовна» и «Ческоморавска».

## Характеристика станции
Станция открыта 22 ноября 1990 года в составе третьего пускового участка линии В «Florenc - Českomoravská». Расположена в районе Либень. Названа по улице Палмовка. 
Палмовка — однопролётная станция мелкого заложения. 

### Наводнение 2002 года
Станция пострадала при наводнении 2002 года. Станция открылась после устранения последствий наводнения в 1 квартале 2003 года.